# Vissing (plaats)
Vissing is een plaats in de Deense regio Midden-Jutland, gemeente Favrskov, en telt 245 inwoners (2007).